# Pictou (Schiff, 1812–1818)
Die HMS Pictou war ein ehemaliger amerikanischer Schoner namens Zebra, der auf der Werft Adam und Noah Brown gebaut wurde und 1812 vom Stapel lief.

## Allgemeines
Die erste Reise, mit einer Ladung Baumwolle, ging von New York nach Bordeaux. Die Rückreise erfolgte am 11. April 1813 mit einer Ladung Brandy und anderen Waren sowie mit sieben Passagieren und dem Eigner an Bord. Am 12. April 1813 wurde das Schiff nach einer mehrstündigen Verfolgungsjagd von der britischen Pyramus gekapert und in den Dienst der Royal Navy gestellt. Im Jahr 1814 wurde das Schiff angekauft. Im Juni 1815 wurde ihr der Name Pictou verliehen; zu diesem Zeitpunkt war die erste Pictou bereits versenkt. Bis 1818 diente das Schiff in der Marine und wurde anschließend verkauft.